# コンラート・ケストリーン
コンラート・ケストリーン（Konrad Köstlin、1940年 - ）は、ドイツの民俗学者、ウィーン大学教授。

## 来歴・人物
ドイツのベルリンに生れ、テュービンゲン大学とミュンヘン大学で社会学と哲学を学び、1967年にミュンヘン大学で学位を得た。次いで1978年にキール大学で教授資格を得た。キール大学、レーゲンスブルク大学、テュービンゲン大学で教授を歴任し、1994年からウィーン大学の正教授として同大学の民俗学科を主宰した。その間、1983年から1987年までドイツ民俗学会会長をつとめた。これと並行して、インターナショナル・エスノロジー＆フォークロア協会（SIEF）の主宰でもある。現在はオーストリア民俗学会会長のポストにある。教授資格論文はシュレースヴィヒ＝ホルシュタイン地方のギルド（ツンフト）の歴史の研究であるが、現代フォークロアに関する論考も多い。

## 著作（日本語訳）
- 「自然としての文化　－　文化としての自然：民俗研究における自然の概念」（原著 2001年）河野眞訳・解説　愛知大学国際問題研究所『紀要』第141号（2013年）, p.127-160.